# تپه خرابه کندیری
تپه خرابه کندیری مربوط به سده‌های میانی دوران‌های تاریخی پس از اسلام است و در شهرستان مشگین‌شهر، بخش مرکزی، دهستان مشگین شرقی، روستای سواره واقع شده و این اثر در تاریخ ۱۲ دی ۱۳۸۶ با شمارهٔ ثبت ۲۰۳۲۷ به‌عنوان یکی از آثار ملی ایران به ثبت رسیده است.